# Sabina (Italien)

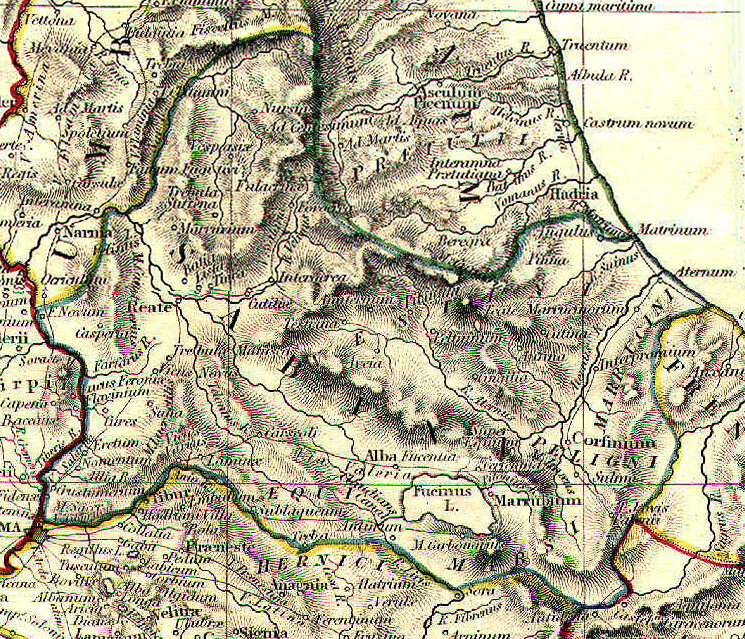
Sabina in den Grenzen der Regio IV

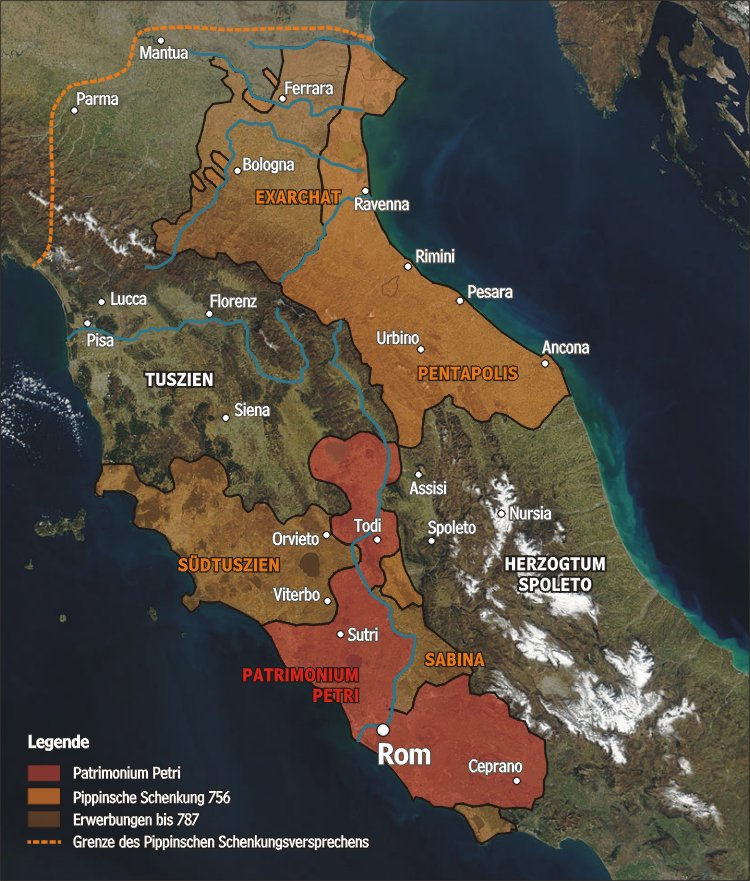
Entstehung des Kirchenstaates

Die Sabina ist eine historische Region in den Sabiner Bergen des Apennins. Der Name verweist auf das im Altertum dort lebende Volk der Sabiner, ein Teilstamm der indoeuropäischen Samniten. Das Gebiet gehört heute hauptsächlich zur Provinz Rieti in der Region Latium. Andere Teile gehören zum südlichen Umbrien (Cascia, Amelia, Narni, Accumoli und Norcia) sowie zur Region Abruzzen.
Die Sabiner waren unmittelbare Nachbarn der Römer. Ein Teil soll sich auf Quirinal, Esquilin und Viminal angesiedelt und mit den Latinern (Roma quadrata auf dem Palatin) unter ihren Führern Titus Tatius und Romulus um 750 v. Chr. eine Stadtgemeinde gegründet (siehe Raub der Sabinerinnen) sowie den zweiten römischen König Numa Pompilius gestellt haben. Unverkennbar ist jedoch der etruskische Einfluss bei der Gründung Roms, wie die Herleitung des Stadtnamens von der etruskischen Gens Ruma zeigt, und für den noch viele andere Hinweise existieren.
Trotz der Gemeinsamkeiten gab es weiterhin kriegerische Auseinandersetzungen, bis die Sabiner 290 v. Chr. von Manius Curius Dentatus besiegt werden konnten und zu römischen Bürgern sine suffragio wurden (siehe: Municipium). Einen Teil ihres Landes hat man enteignet und an bedürftige römische Bürger verteilt. 241 v. Chr. erhielten die Sabiner das vollständige römische Bürgerrecht.
In der augusteischen Zeit wurde das Gebiet der Regio IV (Samnium) zugeschlagen; in der Zeit Diokletians war es Teil der „Italia suburbicaria“ und wurde von Rom aus regiert. Unter den Langobarden gehörte das Gebiet von Sabina eine Zeit lang (um 570) zum unabhängigen Herzogtums Spoleto mit Spoleto als Hauptstadt. Mit der Entstehung des Kirchenstaates unterstand Sabina direkt dem Papst, im 10. und 11. Jahrhundert jedoch de facto den „Grafen von Sabina“, den Crescentiern.
Im 5. Jahrhundert wurde Sabina Sitz eines Bistums. Das heutige Bistum Sabina-Poggio Mirteto ist suburbikarisches Bistum und gehört als solches der Kirchenprovinz Rom an. Bischofssitz ist die Stadt Poggio Mirteto.